# オーロル・オートゥイユ
オーロル・オートゥイユ（Aurore Auteuil、1981年3月28日 - ）は、フランスの女優。ヌイイ＝シュル＝セーヌ出身。

## 出演作品
- あるいは裏切りという名の犬（ローラ（17歳））
- 恍惚